# Mark Rendell
Mark Rendell (* 6. Juni 1969) ist ein ehemaliger neuseeländischer Radrennfahrer.

## Sportliche Laufbahn
Rendell war im Straßenradsport aktiv. 1994 siegte er im Straßenrennen der Männer bei den Commonwealth Games und auf einer Etappe des Colonial Classic. Im Einzelzeitfahren der Commonwealth Games wurde er Dritter. 
Bei den Straßenradsport-Weltmeisterschaften 1993 wurde er beim Sieg von Jan Ullrich 123. im Rennen der Amateure.